# Фатеев, Дмитрий Михайлович
Дми́трий Миха́йлович Фате́ев (укр. Дмитро Михайлович Фатєєв; род. 21 июня 1994, Кировоград) — украинский футболист, полузащитник клуба «Чернигов».

## Биография
Родился в Кировограде, там же начал заниматься футболом, первый тренер — Вадим Бондарь. Выступал в турнирах ДЮФЛ Украины за команду кировоградской ДЮСШ-2 (34 игры, 18 голов), а позднее — в чемпионате Кировоградской области за ту же команду и кировоградский «Легион». В 2012 году, благодаря содействию первого тренера оказался в «Шахтёре-3», где провёл полгода, сыграв за это время 2 матча и отметившись одним голом. С начала сезона 2012/13 — в составе кировоградской «Звезды». Несмотря на то, что в первом сезоне в команде появлялся на поле всего 3 раза, со временем стал одним из основных игроков клуба. В сезоне 2015/16 вместе с командой стал чемпионом первой лиги чемпионата Украины. Дебютировал в высшей лиге 20 ноября 2016 года, выйдя в стартовом составе, в домашнем матче против луцкой «Волыни». В декабре 2018 года покинул команду.
Выступал за юношескую сборную Украины (до 19 лет). В 2014 году был вызван Сергеем Ковальцом в молодёжную сборную, за которую дебютировал 21 января 2015 года, в матче против команды Узбекистана.

## Достижения
«Звезда»
- Победитель Первой лиги Украины: 2015/16

«Ингулец»
- Бронзовый призёр Первой лиги Украины: 2019/20

«Оболонь»
- Серебряный призёр Первой лиги Украины: 2022/23